# Aegon Arena
La Aegon Arena, conosciuta anche come Sibamac Arena, è un'arena coperta di Bratislava.

## Storia e descrizione
La Aegon Arena è stata inaugurata il 19 settembre 2003 all'interno del centro tennistico nazionale slovacco, ha una capienza di 4 000 spettatori ed ospita sia eventi sportivi, come gare di tennis e pallavolo, sia concerti musicali, eventi che portano la sua capacità a superare anche i 6 000 spettatori.
Nel palazzetto si sono tenuti concerti di Joe Cocker, Anastacia, Marilyn Manson, Zucchero Fornaciari, Deep Purple e Rihanna, mentre tra gli eventi sportivi si è giocata la finale di tennis di Coppa Davis 2005 e la Final Four di pallavolo maschile del Gruppo 3 della World League 2015.